# 伊羅烏馬山
16°55′30″S 70°10′52″W / 16.92500°S 70.18111°W
伊羅烏馬山（Iru Uma），是秘魯的山峰，位於該國南部莫克瓜大區和塔克納大區，由卡魯馬斯區和坎達拉韋區負責管轄，屬於安地斯山脈的一部分，海拔高度5,055米。